# Y-TEC
Y-TEC (formalmente YPF Tecnología S.A.) es una empresa argentina de desarrollo tecnológico en el sector de petróleo y gas. Es propiedad de YPF y CONICET.

## Historia
El 5 de diciembre de 2012, la presidenta de aquel entonces Cristina Fernández de Kirchner anunció la creación de la empresa YPF Tecnología S.A., con un capital accionario constituido por un 51 por ciento por YPF y 49 por ciento por el CONICET. El objetivo de la empresa es el desarrollo tecnológico en el sector del petróleo y el gas.
Con el aporte de los recursos humanos del Conicet, YPF Tecnología dispondrá de físicos, químicos, matemáticos, bioquímicos, ingenieros mecánicos, geofísicos para hacer investigación en upstream (producción y exploración) y downstream (refinerías petroquímicas). También se busca desarrollar energías renovables: en Comodoro Rivadavia se trabaja en la mareomotriz y en el Norte, junto con el INTA y la Universidad de Luján se colocaron sensores para medir radiación solar.
La sede está en un predio de cinco hectáreas cedido por la Universidad Nacional de La Plata, en un bosque cercano a las refinerías de Berisso, donde se construirá un edificio de 10.000 m² en el que trabajarán alrededor de 250 doctores y becarios. El proyecto edilicio se hizo público en marzo de 2013 (ganado por los arquitectos Antonini-Schon-Zemborain), para empezar en abril con la edificación. La primera etapa implicó la construcción de 5000 metros para 2014, y la segunda etapa se realizó un año más tarde.
En noviembre el poder ejecutivo inauguró Y-TEC creada por YPF, el Ministerio de Ciencia, Tecnología e Innovación Productiva y el CONICET, y un moderno edificio de 11.000 metros cuadrados, que se dedicará a investigaciones tecnológicas aplicadas, principalmente a la producción del petróleo y gas no convencional.
En diciembre de 2014, la empresa YPF Tecnología lanzó el "Estudio del recurso energético marino de la Patagonia Austral" con el objetivo de extender el desarrollo de fuentes alternativas de generación de energía y conocer más sobre el potencial del Mar Argentino en materia energética. Ese año los ingresos ordinarios de $ 141.942 millones aumentaron 57,5 %, y la utilidad operativa llegó a $ 19.742 millones, un incremento del 64,3 %.
El director general de Y-TEC desde su creación fue Gustavo Bianchi. En abril de 2015 fue reemplazado por Santiago Sacerdote quien continua en el cargo.

## Líneas de investigación
- Nuevas energías: almacenamiento de renovables, dispositivos fotovoltaicos, biogás, integración a la red.
- No convencional: sistemas de estimulación y agentes de sostén, reproducción digital de los fenómenos de subsuelo, nuevos procesos petroquímicos.
- Sostenibilidad ambiental: tecnologías de remediación y reducción de emisiones, desarrollo de bioproductos y fitosanitarios inteligentes, transformación de compuestos derivados de la biomasa en productos de mayor valor agregado.
- EOR: estudios en interacción roca-fluido, materiales y sistemas fluidos, nuevas tecnologías.
- Perforación y workover: materiales y fluidos para perforación y terminación, tecnologías para operaciones sostenibles, nuevos equipos y dispositivos.
- Producción oil & gas: performance de pozo, nuevos sistemas e instalaciones de extracción, redes de captación e inyección, e instalaciones de procesos, procesamiento, aseguramiento de flujo, corrosión y gestión del agua, optimización de producción y reducción de pérdidas, y calidad operativa.
- Downstream industrial: reducción del contenido de azufre en corrientes clave con fuerte impacto en combustibles finales, soluciones tecnológicas para la optimización de los procesos operativos, desarrollo de una nueva generación de naftas y gasoil.

## Consorcios I+D
Y-TEC integra dos consorcios de investigación y desarrollo junto a otras empresas y organismos:
- Consorcio MIC: plataforma para el seguimiento microbiano en el oil & gas. Formado por 8 empresas
- Consorcio H2AR: consorcio para el desarrollo de la economía del hidrógeno en Argentina.

## Autoridades

### Directorio
- Presidente del Directorio: Roberto Carlos Salvarezza
- Vicepresidente del Directorio: Gustavo Medele (Vice Presidente de Servicios YPF)
- Director General: Santiago Sacerdote (Gerente General de Y-TEC)
- Director Titular: Eduardo Dvorkin
- Directora Titular: Ana María Franchi (Presidenta de CONICET)
- Director Titular: Félix Gregorio Requejo (Investigador Principal CONICET)
- * Director Titular: Federico Ariel (Investigador Independiente CONICET)

### Equipo gerencial
- Gerente General: Eduardo Lucio Vallejo
- Gerente Comercial y Transferencia Tecnológica: Fernanda Salgado
- Gerente Planificación y Apoyo a la Gestión: Clarisa Peredo

## Reconocimientos
En 2023 la empresa fue distinguida con la Mención Especial de los Premios Konex por su aporte a la Ciencia y Tecnología en la Argentina.